# Vlastimil Babula
Vlastimil Babula (ur. 2 października 1973 w Uherskim Brodzie) – czeski szachista, arcymistrz od 1997 roku.

## Kariera szachowa
W roku 1989 zdobył tytuł mistrza Czech juniorów do lat 16, natomiast rok później w mistrzostwach Czechosłowacji juniorów do lat 18 zajął III miejsce. W bardzo udanym dla niego 1993 roku zdobył w Kalkucie tytuł wicemistrza świata juniorów do lat 20, zwyciężył w indywidualnych mistrzostwach swojego kraju oraz zajął IV miejsce w mistrzostwach Europy do lat 20, rozegranych w Vejen. W 1994 zdobył brązowy medal w mistrzostwach Czech, natomiast w 1995 triumfował w Lazne Bohdancu oraz w Zlinie (wraz z Siergiejem Mowsesianem). w 1997 był drugi (za Tomasem Polakiem) w Ołomuńcu, natomiast w 1998 podzielił I m. (z Liviu-Dieterem Nisipeanu, Zoltanem Almasi i Bartłomiejem Macieją) w turnieju strefowym rozegranym w Krynicy, dzięki czemu w następnym roku wystąpił w Groningen w mistrzostwach świata system pucharowym, przegrywając w I rundzie z Talem Shakedem. Zajął również II m. (za Władimirem Siergiejewem) w międzynarodowych mistrzostwach Słowacji. W roku 2002 zwyciężył w otwartym turnieju w Grazu, w 2003 zajął I m. w Pardubicach oraz podzielił i m. w Grazu, natomiast w 2004 - w Ołomuńcu. W następnym roku zdobył trzeci w karierze medal indywidualnych mistrzostw Czech (brązowy), zaś w 2007 - czwarty (srebrny). Również w 2007 roku odniósł kolejny sukces, po raz drugi zwyciężając (wraz z Viktorem Laznicką) w Pardubicach. W 2008 po raz drugi w swojej karierze zwyciężył w indywidualnych mistrzostwach Czech.
Wielokrotnie reprezentował Czechy w turniejach drużynowych, m.in.:
- dziesięciokrotnie na olimpiadach szachowych (w latach 1994, 1996, 1998, 2000, 2002, 2004, 2006, 2008, 2010, 2012); medalista: indywidualnie – srebrny (2010 – na V szachownicy)[5],
- siedmiokrotnie na drużynowych mistrzostwach Europy (w latach 1999, 2003, 2005, 2007, 2009, 2011, 2013); medalista: indywidualnie – złoty (2003 – na III szachownicy)[6],

Najwyższy ranking w dotychczasowej karierze osiągnął 1 października 2008 r., z wynikiem 2608 punktów zajmował wówczas 3. miejsce wśród czeskich szachistów.